# Peter Tuckermann
Peter Tuckermann (* 21. Oktober 1580 in Lennep; † 27. Mai 1651 in Braunschweig) war ein deutscher lutherischer Theologe.

## Leben

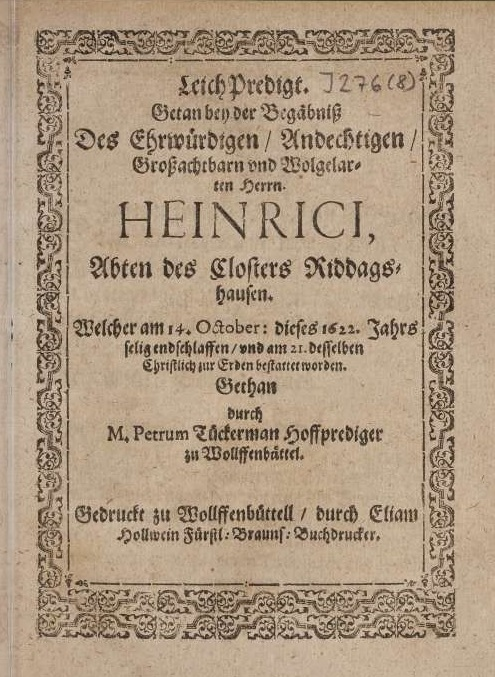
Titelseite der Leichenpredigt Peter Tuckermanns auf Abt Heinrich Scheele, 1622

Der Sohn des Bürgermeisters Jacob Tuckermann und dessen Frau Katharina von Marschet besuchte die Schule in seiner Heimatstadt und Salzwedel. Nachdem er das Gymnasium in Stettin abgeschlossen hatte, bezog er am 18. Oktober 1599 die Universität Helmstedt, um ein Studium der Theologie zu absolvieren, und fand 1605 eine Stelle als Diakon an der Stadtkirche St. Stephani in Helmstedt. 1608 ging er auf ausdrücklichen Wunsch des Herzogs Heinrich Julius als Kaplan an seine Schlosskapelle in Wolfenbüttel.
Hier gewann er die Gunst des Hofes und der hohen Geistlichkeit, insbesondere des damaligen Leiters der Landeskirche Basilius Sattler (1549–1624), dem er zur Seite gesetzt wurde und zu dessen Nachfolger ihn Herzog Friedrich Ulrich ernannte. Tuckermann teilte mit Sattler die streng lutherische orthodoxe Gesinnung. Nachdem er sich am 17. Juni 1623 in Helmstedt den akademischen Grad eines Doktors der Theologie erworben hatte, wurde er im selben Jahr Subprior im Kloster Riddagshausen. Nachdem Sattler im November 1624 verstorben war, wurde Tuckermann am 19. Januar 1625 Oberhofprediger, Vorsitzender des Konsistoriums und Generalsuperintendent von Braunschweig-Wolfenbüttel und am 6. Dezember 1625 Abt im Kloster Riddagshausen. Als höchster braunschweigischer kirchlicher Vertreter war er jedoch als orthodoxer Lutheraner den synkretistisch-humanistischen Theologen der Helmstedter Hochschule nicht gewachsen.
Sein körperlicher Verfall und die Not des Dreißigjährigen Krieges taten ihr Übriges, so dass er mit seinen Aufgaben weitgehend überlastet war. Er wurde zwar von Herzog August von Braunschweig 1636 in seinen Ämtern bestätigt, jedoch wurde der Einfluss von Georg Calixt auf den Potentaten immer größer, so dass er 1647 auf eigenen Wunsch aus all seinen Ämtern entlassen wurde. Körperlich geschwächt verlebte er seine letzten Lebensjahre in Braunschweig, wo er an Altersschwäche verstarb. Sein Leichnam wurde in der Braunschweiger Katharinenkirche beigesetzt, wo man ihm auch ein Epitaph errichtete. Ein weiteres Denkmal erinnerte an ihn in der Riddagshäuser Klosterkirche.

## Familie
Tuckermann war zwei Mal verheiratet. Seine erste Ehe schloss er am 6. September 1635 mit Anna Matthias (* 1579 in Salzwedel; † 20. Januar 1635 in Braunschweig, begr. 25. Januar 1635 in der Katharinenkirche Braunschweig), der Tochter des Bürgers und Kaufmanns in Salzwedel Joachim Matthias und dessen Frau Anna Bindemann. Aus der Ehe sind vier Söhne und eine Tochter hervorgegangen, wovon drei Söhne vor dem Vater starben. Von den Kindern kennt man:
- Caspar Tuckermann († vor Mutter)
- Friedrich Ulrich Tuckermann († vor Mutter)
- Peter Julius Tuckermann († vor Mutter)
- Julius August Tuckermann Kanoniker im Stift St. Blasius in Braunschweig
- Dorothea Tuckermann verh. mit dem Amtmann in Schöningen Johann Nölding und in II. Ehe mit dem Rittmeister Johann Hedler

Seine zweite Ehe ging er am 30. Mai 1637 in Celle mit Anna Hildebrand (* 30. November 1595 in Celle; † 30. Juni 1678 in Braunschweig) ein, der Tochter des Kanzlers in Celle Dr. Johannes Hildebrand und dessen Frau Magaretha Ärarius. Die Ehe blieb kinderlos. Seine zweite Frau Anna Hildebrand erlangte durch Erbschaften ein ansehnliches Vermögen. Sie stiftete damit das St. Annenwaisenhaus in Braunschweig, welches bis 1934 das Tuckermann’sche Waisenhaus genannt wurde.